# Seznam nizozemských spisovatelů
Seznam nizozemských spisovatelů  obsahuje přehled některých významných spisovatelů a spisovatelek, narozených nebo převážně publikujících v Nizozemsku – autorů prózy, poezie nebo divadelních her. Autoři, kteří publikovali pod pseudonymem, mají své pravé jméno uvedeno v závorce.

## B
- J. Bernlef (Hendrik Jan Marsman, * 1937)

## C
- Remco Campert (* 1929)
- Anton Coolen (1897–1961)
- Louis Couperus (1863–1923)

## D
- Miep Diekmannová (1925–2017), autorka knih pro děti a mládež

## F
- Anne Franková (1929–1945)

## G
- Arnon Grunberg (* 1971)
- Robert van Gulik (1910–1967)

## H
- Hella S. Haasse (1918–2011)
- Maarten ’t Hart (* 1944)
- Jan de Hartog (1914–2002)

## K
- Toon Kortooms (1916–1999)
- Tim Krabbé (* 1943)

## L
- Tessa de Loo (Tineke Duyvené de Witová, * 1946)

## M
- Margriet de Moor (* 1941)
- Harry Mulisch (1927–2010)
- Multatuli (Eduard Douwes Dekker, 1820–1887)

## N
- Cees Nooteboom (* 1933), romanopisec a básník

## P
- Connie Palmen (* 1955)

## R
- An Rutgers van der Loeff-Basenauová (1910–1990), autorka převážně knih pro děti a mládež

## S
- Annie M. G. Schmidt (1911–1995), autorka knížek pro děti
- Madelon Székely-Lulofsová (1899–1958)

## T
- Toon Tellegen (*1941), básník a autor dětské literatury

## V
- Simon Vestdijk (1898–1971)
- Theun de Vries (1907–2005)

## W
- Leon de Winter (* 1954)
- Jan Wolkers (* 1925)

## Z
- Joost Zwagerman (* 1963)
- Annejet van der Zijl (* 1962)